# زبان یورک
زبان یورُک (به انگلیسی: Yurok language)، (همچنین Chillula، MITA، Pekwan، Rikwa، Sugon، Weitspek، Weitspekan) یک زبان آلگی است. این زبان سنتی قبیله یورُک از شهرستان دل نورت و شهرستان هومبولت در در شمالی‌ترین ساحل کالیفرنیا، آمریکا، که در حال حاضر بسیاری از آنها به انگلیسی صحبت می‌کنند. آخرین فردی که یورُک زبان مادریش بود در سال ۲۰۱۳ درگذشت. از سال ۲۰۱۲، کلاس‌های زبان یورُک در سطح دبیرستان تدریس می‌شود، و تلاش‌های دیگری نیز برای احیای این زبان در جریان است و انتظار می‌رود که جمعیت یورُک زبان افزایش یابد.
مرجع گرامر استاندارد در زبان یورُک «دستور زبان یورُک» توسط آر. اچ. روبینز (۱۹۵۸) است.